# Ševětín
Ševětín település Csehországban, a České Budějovice-i járásban. Ševětín Lišov, Vitín, Neplachov, Drahotěšice és Mazelov településekkel határos. Lakosainak száma 1377 fő (2024. január 1.).

## Népesség
A település lakosságának változását az alábbi diagram mutatja:
| Lakosok száma | 532  | 639  | 768  | 750  | 1108 | 1289 | 1385 | 1405 | 1373 | 1377 |
|               | 1869 | 1890 | 1921 | 1950 | 1980 | 2001 | 2017 | 2019 | 2022 | 2024 |